# Peso mosca (MMA)

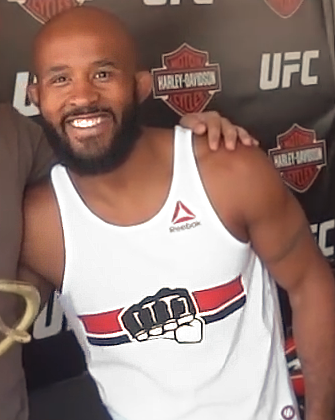
Demetrious Johnson, peleador peso mosca y ex campeón en UFC y ONE Championship.

La división de peso mosca en artes marciales mixtas, según lo define la doctrina de deportes de combate de la Comisión Atlética del Estado de Nevada, agrupa a peleadores entre 116-125 lb (52,6-56,7 kg).
La división de peso mosca en artes marciales mixtas se refiere a varias clases de peso diferentes:
- La división de peso mosca de UFC, que agrupa a los competidores dentro de las 116 a 125 lb (53 a 57 kg)
- La división de peso mosca ligero de Pancrase con un límite superior de 120 lb
- La división de peso mosca de Shooto con un límite superior de 115 lb [18]
- La división de peso mosca de ONE Championship, con un límite superior de 61,2 kg (134,9 lb)
- La división de peso mosca de Road FC, con un límite superior de 125 lb (57 kg)

## Campeones profesionales

### Campeones actuales
Esta tabla está actualizada hasta el 5 de marzo de 2023. 
| Organización        | Comienzo del Reinado  | Campeón            | Récord              | Defensas |
| ------------------- | --------------------- | ------------------ | ------------------- | -------- |
| UFC                 | 8 de junio de 2023    | Alexandre Pantoja  | 28–5–0 (8KO 10SUB)  | 2        |
| Bellator MMA        | 30 de julio de 2023   | *                  | 0–0 (0KO 0SUB)      | 0        |
| ONE Championship    | 27 de agosto de 2022  | Demetrious Johnson | 31–4–1 (6KO, 12SUB) | 1        |
| Fight Nights Global | 23 de febrero de 2022 | Vartan Asatryan    | 24–9 (8KO 8SUB)     | 0        |
| ACA                 | 26 de febrero de 2022 | Imran Bukuev       | 14–2 (1KO 7SUB)     | 0        |

- A definirse entre Kyoji Horiguchi vs. Makoto Shinryu.